# Erich Drechsler (Künstler)
Erich Drechsler (* 10. Juni 1903 in Gera ; † 21. November 1979 ebenda) war ein deutscher Maler, Grafiker, Nervenarzt, Direktor eines Psychiatrischen Krankenhauses und Gewerkschaftsfunktionär.

## Leben
Drechsler wurde in einer sozialdemokratischen Arbeiterfamilie geboren. Sein Vater Hermann Drechsler war gelernter Weber, später Redakteur einer Arbeiterzeitung und Landrat mit dem Mandat der USPD. Drechsler absolvierte nach dem Besuch der Volksschule eine Lehre als Dekorationsmaler. Von 1919 bis 1921 studierte er Malerei und Grafik an der Akademie für Kunstgewerbe in Dresden bei Richard Müller und betätigte sich in den folgenden Jahren freischaffend. Das zeichnerische, malerische und pressegrafische Werk von Erich Drechsler entstand zwischen 1918 und 1928. Sein Schaffen umfasste ein Spannungsfeld von allegorischem Symbolismus, visionärem Expressionismus, sozialkritischem Verismus und neusachlichen Bilderwelten. Von 1919 bis 1924 schuf er über 50 Zeichnungen, in denen er den Ersten Weltkrieg und seine Folgen darstellte. Nachgewiesen sind sechs inhaltlich aufeinander aufbauende Weltkriegszyklen.
Das Städtische Museum Gera erwarb mehrere Arbeiten Drechslers, u. a. einen der Weltkriegszyklen. Drechsler hatte von 1919 bis 1927 und in der DDR ab 1960 mehrere Einzelausstellungen und war an weiteren Ausstellungen beteiligt.
Sein politisches Engagement begann 1917 mit dem Beitritt zur Sozialistischen Arbeiterjugend (SAJ), es folgte 1924 die Mitgliedschaft in der Sozialdemokratischen Partei Deutschlands (SPD). Von 1931 bis 1936 studierte er in Jena Medizin, promovierte 1937 zum Doktor der Medizin und war bis 1945 Assistenzarzt unter dem Direktor Berthold Kihn an der Jenaer Universitäts-Nervenklinik.
Drechsler war Beisitzer am Erbgesundheitsgericht Jena und entschied in diesem Rahmen mit über die Vornahme von Zwangssterilisationen. Aus Akten der Gauck-Behörde geht hervor, dass er 1964 einem Vertreter des MfS eine Meldung übergab, wonach in der NS-Zeit unter seinem Vorgänger Prof. Gerhard Kloos Euthanasieverbrechen begangen worden sind.
Zu Beginn des Zweiten Weltkrieges war Drechsler für zwei Jahre Sanitätssoldat der Wehrmacht in Erfurt und Kassel.
1937 wurde in der Aktion „Entartete Kunst“ die Werke Drechslers aus dem Städtischen Museum Gera beschlagnahmt.
1945 ging Drechsler gleich seinem Vater in die Kommunistische Partei Deutschlands (KPD) und wurde 1946 Mitglied der SED. Von Juli 1945 bis Mai 1946 war er Leiter des Landesgesundheitsamtes und in der Hauptabteilung Gesundheit im Thüringer Innenministerium. 1947 wurde er Minister für Arbeit. Vom Mai 1949 bis April 1974 war er Leiter bzw. Ärztlicher Direktor des Fachkrankenhauses für Neurologie und Psychiatrie Stadtroda und er erhielt den Professoren-Titel. Er war von 1954 bis 1958 Mitglied der SED-Kreisleitung Stadtroda und in den 1960er Jahren Mitglied des FDGB-Bundesvorstands. 1973 wurde ihm der Vaterländische Verdienstorden in Gold verliehen.
Ab 1965 betätigte er sich neben seiner beruflichen Arbeit wieder künstlerisch.
Erich Drechsler wurde auf dem Ostfriedhof von Gera begraben.

## Werke

### 1937 als „entartet“ aus dem Städtischen Museum Gera beschlagnahmte Werke
- Der arme Geiger (Tafelbild. 1938 in Berlin in der Ausstellung „Entartete Kunst“ vorgeführt. Zerstört.)
- Der Totentanz (Mappe mit neun Zeichnungen. 1938 in Düsseldorf in der Ausstellung „Entartete Kunst“ vorgeführt. Verbleib ungeklärt.)
- Alpenlandschaft (Pastell. Zerstört.)
- Gipfel des Großvenediger (Pastell. Zerstört)

### Weitere Bilder (Auswahl)
- Streikposten während des Kapp-Putsches (Öl, 1923)[7]

### Buchillustration
- Hermann Drechsler: Nickelmann: Heitere Tierfabeln. Thüringer Verlagsanst. u. Druckerei, Jena, 1925[8]

### Fachpublikation
- Die Erythrocytensenkungsgeschwindigkeit in bezug auf entzündliche gynäkologische Erkrankungen, Jena, 1938

## Ausstellungen (unvollständig)

### Einzelausstellungen
- 1963: Greiz, Staatliche Bücher- und Kupferstichsammlung, und Gera, Museum für Kulturgeschichte
- 1970: Dresden, Kunstausstellung Kühl (Gemälde und Grafik; mit Margarete Klopffleisch)

#### Postum
- 1999: Gera, Orangerie (Gemälde, Pastelle, Zeichnungen)

### Ausstellungsbeteiligungen
- 1974: Gera, Bezirkskunstausstellung
- 1978/1979: Berlin, Altes Museum („Revolution und Realismus. Revolutionäre Kunst in Deutschland 1917 bis 1933“)

#### Postum
- 1986: Leipzig, Museum der bildenden Künste („Worin unsere Stärke besteht. Kampfaktionen der Arbeiterklasse im Spiegel der bildenden Kunst.“)
- 2008: Bad Klosterlausnitz, Moritz-Klinik („Ärzte als Künstler“)